# L'Avenir de la Bretagne
Pour les articles homonymes, voir L'Avenir.
L'Avenir de la Bretagne est un journal fédéraliste breton, créé en 1957 par Yann Fouéré (1910-2011) en tant que journal du Parti pour l'organisation de la Bretagne libre. 

## Histoire
En 1966, un communiqué du mouvement clandestin FLB-ARB est publié dans le journal, en adoptant un ton et un style proches de ceux des déclarations irlandaises :

« Nous reprenons le combat progressiste et révolutionnaire que chaque génération de Bretons a entrepris pour la liberté de la Bretagne et pour le droit des Bretons à rejeter le statut colonial afin de se gouverner lui-même. »

En 2017, Erwan Fouéré est nommé président des éditions Embannadurioù Broadel Breizh qui éditent le journal. Erwan Fouéré, fils du fondateur du journal, est diplomate européen, ambassadeur et gérant de la Fondation Yann Fouéré.

## Équipe
L'équipe du journal est composée de journalistes, d'écrivains et autres contributeurs bénévoles.
- Erwan Fouéré, président
- Thierry Jigourel (journaliste écrivain), directeur de publication
- Padrig Delorme, rédacteur en chef
- Rédacteurs : Jean-Louis Le Mée ; Yvon Pélard ; Erwan Fouéré ; Yann Duchet

- Anciens collaborateurs : Jean Cévaër ; Fañch Kerrain ; Yves Ollivier ; Patrice Perron ; Jean-Marc Le Luyer.